# Resztówka (województwo mazowieckie)
Resztówka – kolonia w Polsce położona w województwie mazowieckim, w powiecie garwolińskim, w gminie Pilawa.
W latach 1975–1998 miejscowość należała administracyjnie do województwa siedleckiego.